# How I Met Your Mother

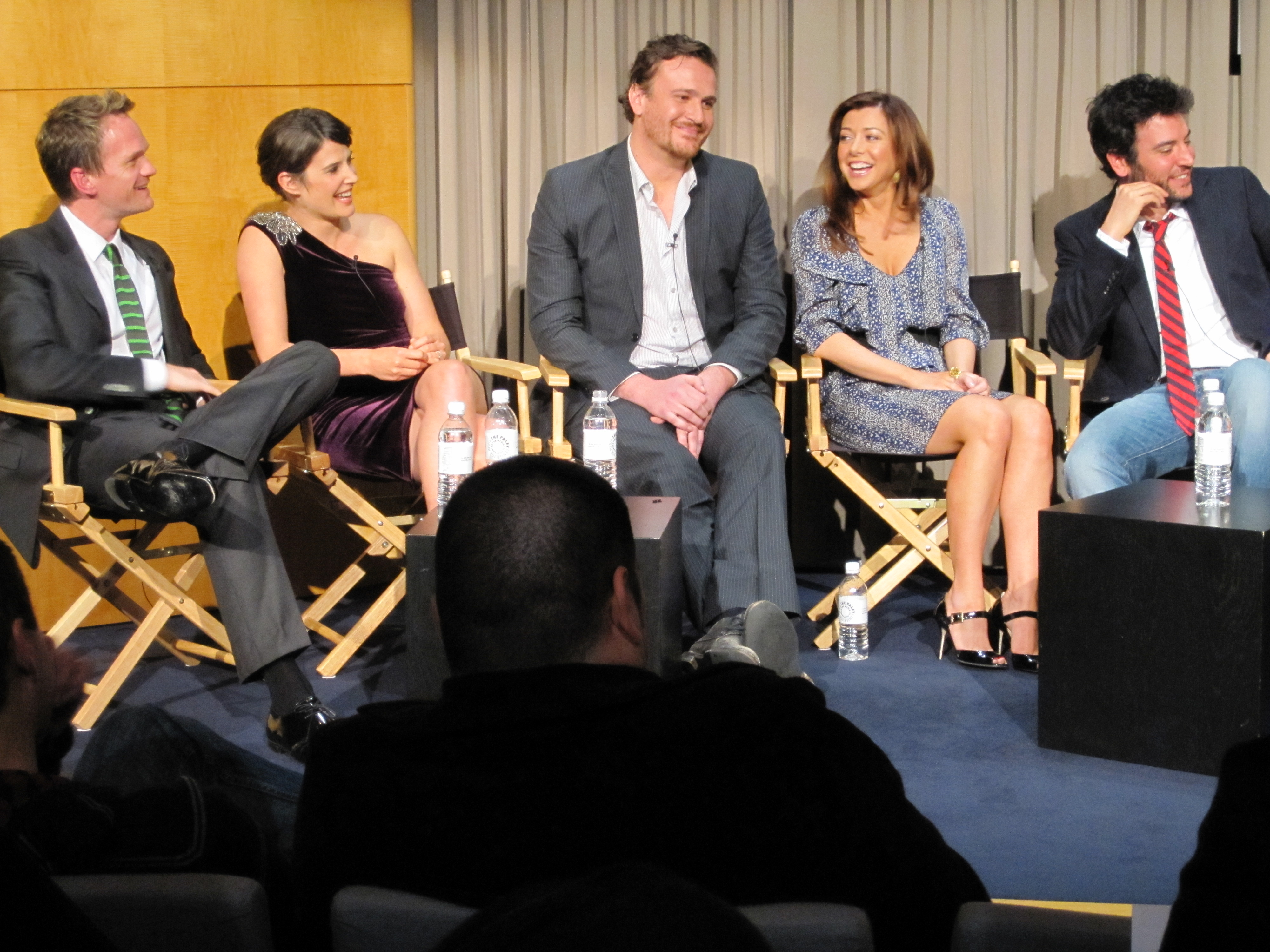
Elenco de How I Met Your Mother

How I Met Your Mother (Cómo conocí a tu madre en Hispanoamérica y Cómo conocí a vuestra madre en España) es una serie de televisión estadounidense de comedia, creada por Craig Thomas y Carter Bays, estrenada en la CBS el 19 de septiembre de 2005 y finalizada el 31 de marzo de 2014. Está protagonizada por Josh Radnor, Neil Patrick Harris, Cobie Smulders, Alyson Hannigan y Jason Segel. La serie sigue al personaje principal, Ted Mosby, y su grupo de amigos en Manhattan, Nueva York. Como dispositivo de encuadre, Ted, en 2030, les cuenta a su hijo Luke y a su hija Penny los acontecimientos ocurridos entre septiembre de 2005 y mayo de 2013 que lo llevaron a conocer a su madre. How I Met Your Mother fue una producción conjunta de Bays & Thomas Productions y 20th Century Fox Television, y distribuida por 20th Television (ahora Disney-ABC Domestic Television).
La serie es emitida en Estados Unidos por la cadena CBS y Comedy Central, en Hispanoamérica por Sony Entertainment Television, en Chile fue transmitida por Chilevisión y en España por Neox, FOX y Comedy Central España.
La serie se inspiró libremente en la amistad de Thomas y Bays cuando ambos vivían en Nueva York.  La gran mayoría de los episodios (196 de 208) fueron dirigidos por Pamela Fryman. Los otros directores fueron Rob Greenberg (7 episodios), Michael Shea (4 episodios) y Neil Patrick Harris (1 episodio).
Conocida por su estructura única, humor e incorporación de elementos dramáticos, How I Met Your Mother fue popular durante toda su carrera. Inicialmente recibió críticas positivas, pero la recepción se volvió más variada a medida que avanzaban las temporadas.

## Sinopsis
En el año 2030, el arquitecto Ted Mosby (Josh Radnor) decide contarles a sus dos hijos la historia de cómo conoció a su madre. Por lo tanto, inicia una narración de recuerdos recopilados desde el 2005, año en el que dos de sus mejores amigos, Marshall Eriksen (Jason Segel) y Lily Aldrin (Alyson Hannigan), deciden casarse tras nueve años de noviazgo. Esa decisión hace que Ted, soltero empedernido, al igual que su otro mejor amigo Barney Stinson (Neil Patrick Harris), decida encontrar al amor de su vida desesperadamente. De una manera curiosa, aparece en ese instante la reportera canadiense Robin Scherbatsky (Cobie Smulders), que se convertirá en una nueva amiga del grupo y parte importante en la vida de Ted. A partir de este hecho, inicia la búsqueda implacable de una esposa que se convierta en madre de sus hijos.

## Producción
Basándose en la idea "escribamos sobre nuestros amigos y las estupideces que cometimos en Nueva York" How I Met Your Mother es una creación de los productores Bays y Thomas. Ambos se basaron en su amistad para crear los personajes, con Ted inspirado en Bays, y Marshall y Lily inspirados en Thomas y su mujer. En un principio Rebecca, la mujer de Thomas, se opuso al desarrollo de un personaje inspirado en ella, accediendo solo si se conseguía que Alyson Hannigan interpretase ese papel. Afortunadamente Hannigan estaba disponible e interesada en continuar su trabajo en la comedia.
El bar MacLaren's, en el que sucede gran parte de la trama, se ha inspirado en un bar de Nueva York llamado McGee's. En la serie, el establecimiento tiene un gran mural que gustó a Carter Bays y Craig Thomas y que ambos quisieron incorporar a la serie. El nombre del bar fue tomado del asistente de Bays, Carl MacLaren, que también inspiró el nombre del barman Carl.
Normalmente cada episodio se rodaba en unos tres días (lo habitual en las sitcoms es rodarlos en un único día) en el estudio número 22 de los Fox Studios de Los Ángeles e incluye unas 50 escenas con rápidas transiciones y emplea con frecuencia recursos como flashbacks o cliffhangers. Las risas enlatadas se crean posteriormente grabando a público viendo el episodio completo editado. El cocreador Thomas afirmó en el año 2007 que grabar en directo ante un público sería imposible y "desdibujaría la línea entre 'público' y 'toma de rehenes'”. En posteriores temporadas se comenzó a rodar con público en ocasiones en las que se necesitan pequeños platós.
El tema de cabecera es un fragmento de "Hey Beautiful" de The Solids, un grupo de música del que Bays y Thomas, los dos cocreadores de la sitcom, son miembros. En la primera temporada, los episodios comenzaban con los créditos de apertura, pero desde la segunda temporada los capítulos comienzan con una breve escena previa a la cabecera: en ocasiones se trata de los hijos de Ted, a quienes cuenta la historia de cómo conoció a su madre, escenas de episodios previos o imágenes de Nueva York con la voz en off de Ted narrando la historia en el año 2030. En algunos episodios de la séptima temporada transmitida en Latinoamérica solamente, la secuencia de apertura es más corta que la original, con una duración de 6 segundos.
Thomas ha dicho que el Ted del futuro es un narrador no fidedigno por tratar de contar una historia sucedida unas dos décadas antes y por ello puede recordar los sucesos incorrectamente; esto ha sido un recurso fundamental para la trama de episodios como "La cabra", "Oh, cariño" y "La teoría de la sirena". En el inicio de la segunda temporada se rodó una escena relacionada directamente con la identidad de la madre, involucrando también a los futuros hijos de Ted, para el eventual capítulo final de la serie. Se realizó entonces por los actores adolescentes encargados de interpretar a los hijos, que para el año calculado para la última temporada ya serían adultos.
Durante la huelga de guionistas en Hollywood de 2007-2008, se paró la producción de How I met your mother, retomada tras el final de la huelga el 17 de marzo de 2008 con nueve nuevos episodios. La serie fue renovada para una cuarta temporada en la CBS el 14 de mayo de 2008, con su primer capítulo el 22 de septiembre de 2008.
En septiembre de 2008 fue anunciada la adquisición de derechos de Lifetime Television para reponer la serie con una tasa de unos 725.000 dólares por episodio.
El contrato de sindicación por cuatro años estipulaba que el estudio debía haber realizado al menos 110 episodios de media hora para el año 2010 y permitía un máximo de ocho temporadas de la serie. Al final de la cuarta temporada solo 88 episodios se habían producido y se requerían otros 27 episodios a fin de asegurar que habría una quinta temporada.
En referencia a ser sindicado, el cocreador Craig Thomas afirmó: "Estamos entusiasmados de que [la serie] seguirá existiendo de otras formas", y destacó su orgullo por la sitcom y su alegría por ver el fuerte deseo por su continuación.
El 19 de mayo de 2009, se anunció la renovación por una quinta temporada.
El 12 de enero de 2010 la serie alcanzaba el episodio número cien con el anuncio de una renovación por una sexta temporada de la serie en la cadena estadounidense CBS.
El 4 de marzo de 2011, la CBS hizo oficial la renovación de la serie por dos temporadas más, la séptima y la octava temporada. El día 19 de julio de ese mismo año se confirmó que la octava temporada sería la última de la serie, no obstante en enero del 2013 la serie anunció que se realizaría la novena y última temporada, que se empezó a emitir en Estados Unidos el 23 de septiembre de 2013. El final de la serie de una hora fue transmitido el 31 de marzo de 2014.

## Reparto

### Personajes principales
|  | Ted Mosby Interpretado por Josh Radnor. Theodore Evelyn Mosby es un arquitecto procedente de Ohio, que tiende a pensar demasiado y exagerar la gravedad de los hechos, algo que le recriminan sus amigos una y otra vez. Cuando su mejor amigo y compañero de apartamento Marshall, al que conoció en la Universidad de Wesleyan, le pide matrimonio a Lily, otra amiga a la que conoció en la universidad, su vida cambia por completo al verse afectado por un sentimiento de soledad, es entonces que decide encontrar a "la mujer de su vida". Sin embargo, Ted resulta ser un personaje confundido, ya que por un lado quiere una vida como la de Marshall, pero también le gusta la vida que lleva su otro amigo Barney: promiscua e inconstante. Bob Saget hace la voz en off en la versión original del Ted del año 2030, narrador de la historia. |
|  | Marshall Eriksen Interpretado por Jason Segel. Es el mejor amigo y compañero de piso de Ted. Oriundo de Minnesota, Marshall se enamora de Lily desde el primer momento en que la ve en la universidad y desde entonces crean un gran vínculo emocional. Su sueño es proteger el medio ambiente y hacerlo como abogado en la empresa CRN, por lo que decide estudiar derecho. Marshall se caracteriza por actuar como conciencia de Ted y ayudarlo a aterrizar en su realidad; siempre lo apoya y se muestra como un soporte emocional incondicional. Tyler Peterson interpreta a Marshall adolescente. |
|  | Lily Aldrin Interpretada por Alyson Hannigan. Es la pareja de Marshall y mejor amiga de Ted. Conoció a Marshall en la universidad y desde entonces cayó rendida a sus pies. Su gran sueño es dedicarse a la pintura y, aunque al principio comienza trabajando como profesora de preescolar, termina siendo consultora de arte. Lily se presenta como un personaje controlador, sin embargo, nunca deja a sus amigos y siempre procura lo mejor para su relación con Marshall. |
|  | Robin Scherbatsky Interpretada por Cobie Smulders. Robin Charles Scherbatsky es una reportera canadiense que se convierte en el primer amor de Ted cuando este inicia la búsqueda del amor de su vida. Robin es un personaje frío que no busca relaciones estables ni compromisos. Siendo adolescente, tuvo su hora de fama como estrella pop, llegando a publicar discos e incluso ser anfitriona de un programa de televisión. Se convierte en la mejor amiga de Lily más allá de sus personalidades opuestas. |
|  | Barney Stinson Interpretado por Neil Patrick Harris. Es el soltero empedernido que cierra el grupo de amigos. Es famoso por sus conocidas frases que tuvieron éxito dentro y fuera de la serie y tiene un manual de juego lleno de estrategias para conseguir mujeres. Contrario a las ideas de su amigo Marshall sobre el compromiso y la vida estable, Barney hace todo lo posible por convencer a su amigo Ted de que su estilo de vida es mejor, rigiendo sus decisiones a base del "Bro code" (En español: Código de la hermandad), libro escrito por él mismo en el que explica una lista de reglas que navegan la vida de un buen "bro". A lo largo de la serie, Barney experimenta un desarrollo notable a comparación de los otros personajes de la serie, llegando a cambiar su estilo de vida y su forma de pensar.                             |

### Personajes secundarios y cameos
- Reparto recurrente:
  - Lyndsy Fonseca es Penny, la hija de Ted, una adolescente en el año 2030.
  - David Henrie es Luke, el hijo de Ted, un adolescente en el año 2030.
  - Marshall Manesh es Ranjit, conductor de taxi primero, de limusina después y dueño de una empresa de alquiler de limusinas al final, que aparece en varios episodios a lo largo de la serie, casi siempre llevando a los personajes a algún lado.
  - Wayne Brady es James Stinson, el medio hermano de Barney.
  - Frances Conroy es Loretta Stinson, la madre de Barney.
  - Bill Fagerbakke es el padre de Marshall, Marvin Eriksen.
  - Ray Wise es el padre de Robin, Robin Scherbatsky Sr., que aparece en la quinta, sexta y octava temporada. En Happily Ever After, en la cuarta temporada, fue interpretado por Eric Braeden.
  - Christine Rose es Virginia, la madre de Ted.
  - Erin Cahill interpreta a Heather Mosby, la hermana de Ted.
  - Chris Elliott es Mickey, el padre de Lily, creador de diversos juegos de mesa de dudoso éxito.
  - Bryan Callen es Bilson, compañero de trabajo en GNB de Barney y Marshall.
  - Bob Odenkirk es Arthur Hobbs, Jefe en Nicholson, Hewitt & West de Marshall y en GNB de Barney y Marshall.
  - Sarah Chalke aparece en la tercera temporada y parte de la cuarta interpretando a Stella, una novia de Ted.
  - Alan Thicke aparece en tres episodios interpretándose a sí mismo como amigo de Robin. En la quinta temporada (episodio siete, The Rough Patch) Lily contacta con él para hacer romper a Barney y a Robin. En la sexta temporada (episodio 9, Glitter) aparece en un antiguo programa infantil canadiense junto a Robin y su mejor amiga Jessica Glitter. En la novena temporada aparece en el capítulo "Cena de ensayo".
  - Danica McKellar es Trudy, un ligue de Ted en dos episodios en las temporadas primera (episodio 10, The pineapple incident) y tercera (episodio 3, Third Wheel).
  - Laura Prepon es Karen, la antigua novia de Ted en la universidad y aparece en tres episodios de las temporadas cuarta y quinta.
  - David Burtka (esposo de Neil Patrick Harris) es Scooter, el exnovio de Lily del instituto.
  - Taran Killam (cómico estadounidense y marido de Cobie Smulders) es Blauman, un compañero de trabajo en GNB de Barney y Marshall.
  - Joe Manganiello es Brad, compañero de universidad de Marshall y aparece en varios episodios relacionados con la boda de este con Lily.
  - Ashley Williams es Victoria, pastelera y novia de Ted durante varios episodios de la primera temporada. Aparece posteriormente en la séptima temporada, retomando la relación, y rompiendo definitivamente en la octava temporada.
  - Alexis Denisof (actor y marido de Alyson Hannigan) interpreta al compañero de trabajo de Robin en el Canal 1, Sandy Rivers, en tres episodios de la primera temporada. En la sexta temporada reaparece como su compañero de trabajo en World Wide News.
  - Bryan Cranston aparece en tres episodios como el jefe de Ted.
  - Joe Nieves interpreta a Carl, el barman.
  - Nazanin Boniadi interpreta en la sexta y la séptima temporada a Nora, compañera de trabajo de Robin con la que Barney inicia una relación.
  - Chris Romanski interpreta a Punchy, un viejo amigo de Ted.
  - Becki Newton es Quinn, estríper (su nombre artístico es Karma) y novia de Barney durante parte de la séptima y octava temporada.
  - Amy Acker (quien trabajó con Alyson Hannigan en algunos capítulos de Ángel) interpreta a Penelope, una antigua conquista de Barney, experta en estudios acerca de los nativos americanos.
  - Renée Taylor aparece en tres episodios interpretando a una vecina, la señora Matsen.

- Primera temporada:
  - Jon Bernthal Episodio dos, como Carlos, el chico que nadie conocía

- Segunda temporada:
  - George Clinton el cantante y compositor afroamericano de música Funk interviene en el primer episodio de la segunda temporada Where Were We?. Marshall imagina que Lily tiene una relación amorosa con él en San Francisco.
  - Bob Barker, presentador de la versión americana de El precio justo, se interpreta a sí mismo cuando Barney participa en su programa, al que concurrió creyendo que Barker es su padre biológico.
  - Jane Seymour aparece interpretando a una profesora de Marshall, la cual es seducida por Barney.
  - Morena Baccarin es un ligue de Marshall en el capítulo Swarley.
  - Lucy Hale realiza el papel de la hermana de Robin.

- Tercera temporada:
  - Enrique Iglesias hizo su aparición en los primeros episodios de la tercera temporada, con el personaje de Gael, un novio de Robin al que conoció en Argentina.
  - Mandy Moore apareció en el primer capítulo de la tercera temporada interpretando a Amy, una chica con tatuajes con la que Ted sale para olvidar a Robin.
  - Abigail Leigh Spencer aparece en el quinto capítulo de esta temporada. Interpreta a una de las novias de Ted, que al no recordar su nombre se refiere a ella como "Bla bla".
  - La modelo Heidi Klum aparece en décimo episodio de la temporada, titulado en España El yuyu, actuando como ella misma. Mantiene una pequeña conversación con Ted y Barney en la fiesta posterior al desfile de lencería de Victoria's Secret.
  - Britney Spears aparece como la recepcionista Abby en Ten sessions y Everything must go. El primero, emitido el 24 de marzo de 2008 en EE. UU., alcanzó una audiencia de 10.630.000 personas.[26]
  - James Van Der Beek (protagonista de Dawson Creek) aparece en la tercera temporada como el exnovio adolescente de Robin.
  - Busy Philipps es una amiga del personaje de Trudy en el episodio Third Wheel.
  - Lindsay Price es Cathy en el capítulo octavo de la temporada, interpretando a una novia de Ted que no para de hablar.

- Cuarta temporada:
  - Courtney Ford, aparece en el capítulo 9 The Naked Man de la cuarta temporada interpretando a Vicky, una atractiva chica que Ted conoce en un ascensor y con la que tiene una cita que no salió muy bien en la cual Ted empleó la técnica conocida como El hombre desnudo.
  - Laura Prepon aparece en el capítulo 16 de la cuarta temporada como una antigua novia de la universidad de Ted.
  - Regis Philbin, el popular presentador de televisión se interpreta a sí mismo en el segundo capítulo de la cuarta temporada The Best Burger in New York donde es un compañero de gimnasio de Barney.
  - Brooke D'Orsay, la actriz canadiense interpreta a Margaret, una actriz contratada por Barney para hacerse pasar por su esposa.
  - Kim Kardashian, la exuberante modelo y actriz aparece en el capítulo Benefits de la cuarta temporada en la portada de la revista que lleva Marshall al trabajo, donde le habla felicitándolo por su valentía.
  - Patricia Zavala, aparece en el capítulo 21 interpretando a Chantal la amiga con derechos de Barney.
  - Dan Castellaneta, voz de Homer y Krusty en la versión original de Los Simpsons, interpreta al "sin techo" Milt en el episodio 22.

- Quinta temporada:
  - Harvey Fierstein pone voz a Lily cuando está afónica por el tabaco en el episodio 11, Last cigarette ever.
  - Rachel Bilson aparece en el capítulo 12 de la quinta temporada interpretando a una joven con la que Ted sale, y quien resulta ser la compañera de piso de la verdadera madre de los hijos de Ted.
  - Amanda Peet aparece en el capítulo 13 de la quinta temporada interpretando el papel de Jenkins, la sexy compañera de trabajo de Marshall.
  - Nick Swisher actual jugador de los New York Yankees que aparece en el episodio 14, titulado The Perfect Week.
  - Carrie Underwood aparece en el capítulo 16 de la quinta temporada, Hooked, interpretando a una amiga de Ted por la que él y Barney van detrás.
  - Jennifer Lopez, la actriz y cantante interpreta en el episodio 17, Of course, a Anita, una exuberante mujer que presenta su libro en el programa de Robin y que se convierte en objetivo de Barney.
  - Joanna Garcia, una vecina con la que Ted quiere salir desde hace bastante tiempo. Episodio 10, "La Ventana"

- Sexta temporada:
  - Jennifer Morrison aparece por primera vez en el capítulo 5 de la sexta temporada, Arquitecto de la destrucción, interpretando a Zoey, una defensora de los animales y del patrimonio arquitectónico. Más adelante vuelve a salir en varios episodios, primero como contrincante de Ted, y posteriormente manteniendo una relación con él.[27]
  - Kyle MacLachlan aparece en dos capítulos interpretando al marido de Zoey, "el Capitán".[28]
  - Laura Bell Bundy es Becky, la entusiasta copresentadora del programa de noticias de Robin.
  - Troian Bellisario es Sophie, novia por 15 minutos de Barney.
  - Maury Povich se interpreta a sí mismo en el cuarto episodio de la temporada.
  - Nicole Scherzinger aparece interpretando a Jessica Glitter, la mejor amiga de Robin mientras esta trabajaba en la televisión canadiense, en el capítulo Glitter.
  - Jorge García Meza, actor que encarna a Hugo "Hurley" Reyes en Lost, aparece en el episodio 10 llamado Blitzgiving de la 6.ª temporada interpretando a un colega de la universidad de Ted y Marshall. Posee una especie de maldición llamada Blitz, que provoca que se pierda siempre sucesos extraordinarios al alejarse de su grupo de colegas. Tiene una muletilla para cada ocasión que esto ocurre: "Oh, man!".
  - Katy Perry, aparece en el capítulo 15 de la 6.ª temporada (Oh, honey) interpretando a la prima de Zoey. Como nadie se acuerda de su nombre, todos la llaman "honey" (cariño) por su candidez.
  - Tyra Banks, aparece en el capítulo 16 de la 6.ª temporada como Bianca.
  - John Lithgow, aparece en el capítulo 19 de la 6.ª temporada (Legendaddy) interpretando a Jerome Wittaker, el padre biológico de Barney. De este personaje ya se había hecho referencia en el capítulo 8 de temporada cuando a Barney le mencionan su nombre y este piensa que es su "tío Jerry".

- Séptima temporada:
  - Martin Short aparece por primera vez en el capítulo 2 de la temporada (The naked truth) como Garrison Cootes, un conocido abogado defensor del medio ambiente y el nuevo jefe de Marshall.
  - Kal Penn interpreta al terapeuta Kevin, que aparece por primera vez en el episodio 4 de la temporada, The Stinson missile crisis, y que termina teniendo una relación con Robin.
  - Vicki Lewis interpreta a la doctora Sonya.
  - Amber Stevens interpreta a Janet McIntyre, una joven prodigiosa en Mistery vs History.
  - Coco Rocha aparece bajo la cama de Barney después de una fiesta.
  - Sathya Jesudasson aparece como la madre del terapeuta Kevin en Noretta.
  - "Weird Al" Yankovic, el humorista estadounidense, se interpreta a sí mismo en los años 80 en Noretta, un episodio emitido por primera vez el día siguiente a su 52 cumpleaños.
  - Katie Holmes aparece interpretando a Naomi, la chica disfrazada de calabaza en la fiesta de Halloween del año 2001 en Perfect on paper.[29]
  - Ernie Hudson, conocido por su papel en las películas de Los cazafantasmas, se interpreta a sí mismo en The rebound girl.
  - Todd Grinnell interpreta a "Insane Duane", un antiguo compañero de ligues de Barney en Symphony of illumination.
  - Conan O'Brien hace un cameo como cliente en el McLaren's en No pressure.
  - Becki Newton interpreta a Quinn, la novia estríper de Barney a la que pide en matrimonio.

- Octava temporada:
  - Michael Trucco interpreta a Nick, el nuevo novio de Robin.
  - Thomas Lennon interpreta a Klaus, exprometido de Victoria.
  - Ashley Benson interpreta a Carly, la hermana de Barney con la que Ted tiene una aventura
  - Mike Tyson se interpreta a él mismo en el capítulo 16°, donde ayuda a Robin a cuidar a Marvin que estaba llorando.
  - Mircea Monroe interpreta a Liddy, planeadora de bodas de Robin y Barney.
  - Casey Wilson interpreta a Krirsten, archienemiga de Barney y Robin.
  - Keegan-Michael Key interpreta a Calvin, archienemigo de Barney y Robin.
  - Cherub Moore interpreta a una camarera.
  - William Zabka y Ralph Macchio se interpretan a sí mismos en el capítulo 22.º de la 8.ª temporada "The Bro Mitzvah".
  - Cristin Milioti interpreta a la madre. Es la futura mujer de Ted (el rostro se mantiene en secreto durante las primeras 8 temporadas y su descubrimiento se convierte en el "leit-motiv" principal de la misma). Toca el bajo en la boda de Barney y Robin y es la compañera de piso de Cindy, exnovia de Ted.
- Novena temporada:
  - Cristin Milioti  interpreta a Tracy McConnell "La madre" (acreditada como parte del elenco principal durante la novena temporada).
  - Sherri Shepherd interpreta a Daphne.
  - Suzie Plakson interpreta a Judy.
  - William Zabka como él mismo.
  - Roger Bart interpreta a Curtis.
  - Robert Belushi interpreta a Linus.
  - Tracey Ullman interpreta a Genevieve, madre de Robin.
  - Anna Camp interpreta a Cassie.

## Doblaje al español
| Personaje         | Actor original (EE. UU.) | Actor de doblaje (España) | Actor de doblaje (Hispanoamérica)                                                 |
| ----------------- | ------------------------ | ------------------------- | --------------------------------------------------------------------------------- |
| Ted Mosby         | Josh Radnor              | Ricardo Escobar           | Héctor Rocha (temp. 1-5) Carlos Íñigo (temp. 5-8) Alfonso Obregón (temp. 8-9)     |
| Marshall Eriksen  | Jason Segel              | Eduardo Bosch             | Daniel Valladares (temp. 1-5) Ricardo Méndez (temp. 5-9)                          |
| Robin Scherbatsky | Cobie Smulders           | Cecilia Santiago          | Desirée Sandoval (temp. 1-3) Mireya Mendoza (temp. 4-5) Liliana Barba (temp. 5-9) |
| Barney Stinson    | Neil Patrick Harris      | Miguel Ángel Garzón       | Carlos Chávez (temp. 1-3) Enrique Horiuchi (temp. 4-9)                            |
| Lily Aldrin       | Alyson Hannigan          | Pilar Martín              | Azucena Martínez (temp. 1-5) Anette Ugalde (temp. 5-7) Jocelyn Robles (temp. 7-9) |

## Temporadas
| Temporada | Temporada | Episodios | Episodios | Emisión original         | Emisión original    | Región 1                 | Región 2                 | Región 4               |
| Temporada | Temporada | Episodios | Episodios | Primera emisión          | Última emisión      | Región 1                 | Región 2                 | Región 4               |
| --------- | --------- | --------- | --------- | ------------------------ | ------------------- | ------------------------ | ------------------------ | ---------------------- |
|           | 1         | 22        | 22        | 19 de septiembre de 2005 | 15 de mayo de 2006  | 21 de noviembre de 2006  | 7 de mayo de 2007        | 10 de enero de 2007    |
|           | 2         | 22        | 22        | 18 de septiembre de 2006 | 14 de mayo de 2007  | 2 de octubre de 2007     | 8 de febrero de 2010     | 8 de abril de 2008     |
|           | 3         | 20        | 20        | 24 de septiembre de 2007 | 19 de mayo de 2008  | 7 de octubre de 2008     | 10 de mayo de 2010       | 11 de febrero de 2009  |
|           | 4         | 24        | 24        | 22 de septiembre de 2008 | 18 de mayo de 2009  | 29 de septiembre de 2009 | 19 de julio de 2010      | 27 de octubre de 2009  |
|           | 5         | 24        | 24        | 21 de septiembre de 2009 | 24 de mayo de 2010  | 21 de septiembre de 2010 | 8 de noviembre de 2010   | 27 de octubre de 2010  |
|           | 6         | 24        | 24        | 20 de septiembre de 2010 | 16 de mayo de 2011  | 27 de septiembre de 2011 | 3 de octubre de 2011     | 5 de octubre de 2011   |
|           | 7         | 24        | 24        | 19 de septiembre de 2011 | 14 de mayo de 2012  | 2 de octubre de 2012     | 15 de octubre de 2012    | 10 de octubre de 2012  |
|           | 8         | 24        | 24        | 24 de septiembre de 2012 | 13 de mayo de 2013  | 1 de octubre de 2013     | 30 de septiembre de 2013 | 9 de noviembre de 2013 |
|           | 9         | 24        | 24        | 23 de septiembre de 2013 | 31 de marzo de 2014 | 23 de septiembre de 2014 | 13 de octubre de 2014    | 22 de octubre de 2014  |

### Temporada 1
Ted, tras saber que sus dos mejores amigos Lily y Marshall van a casarse, decide asentar la cabeza y casarse. Pero, para ello, necesita encontrar a «la mujer de su vida». Esa misma noche, cuando discute el tema con su amigo Barney, conoce a la reportera canadiense Robin Scherbatsky y se enamora de ella. A pesar de iniciar una relación, pronto descubren que sus ideas sobre el compromiso son distintas y deciden seguir siendo solo amigos. Ted conoce a una pastelera llamada Victoria (Ashley Williams) e inicia una relación con ella, pero cuando la joven se marcha un tiempo a Alemania y le propone seguir con la relación a distancia, Ted descubre que todavía siente algo por su amiga Robin. Decide engañar a su amiga y decirle que ha roto con Victoria, pero por un error ambas descubren la mentira y el arquitecto se queda sin amiga y sin novia. La temporada finaliza con Ted y Robin volviendo a intentarlo como pareja y con Lily viajando a San Francisco tras dejar a Marshall.

### Temporada 2
Mientras Ted y Robin inician su etapa como pareja, Marshall y Lily lo hacen como solteros y Barney sigue haciendo de las suyas para conquistar al mayor número posible de mujeres. El soltero empedernido recibe la visita de su hermano afroamericano gay James (Wayne Brady) y creyendo que su padre es el presentador del mítico The price is right, concursa en el programa. Lily se da cuenta de que no quiere ser una artista lejos de Nueva York, regresa a la ciudad y retoma su relación con Marshall. Sale a la luz el pasado como ídolo del pop canadiense de Robin, quien finaliza su relación con Ted por sus opuestas ideas acerca de formar una familia y decide mudarse una temporada a Argentina tras la boda de Marshall y Lily.

### Temporada 3
Robin vuelve a Nueva York acompañada de su novio Gael (Enrique Iglesias) de Argentina, con el que pronto finaliza su relación. Marshall y Lily quieren vivir solos, para ello piden un préstamo que les permita comprar la casa de sus sueños, pero al hacerlo él descubre que su mujer es una compradora compulsiva y apenas tienen dinero. Por este motivo, Marshall comienza a trabajar en una empresa contraria a sus ideologías de protección del medio ambiente, donde le pagarán una gran cantidad de dinero.
Por otro lado, Ted, incómodo con su relación de amistad con Robin, sale en busca de chicas en compañía de Barney. En su primer intento se emborrachan con dos chicas y Ted se hace un tatuaje de mariposa en la espalda baja. Para eliminar su tatuaje, Ted acude al dermatólogo y conoce a Stella (Sarah Chalke), con la que inicia una relación tras una cita de dos minutos (charla, cena, película, café, dos viajes en taxi y un beso de despedida). Mientras tanto, Robin y Barney pasan una noche juntos y cuando Ted se entera, decide poner punto final a su amistad con él. Por si fuera poco la recepcionista de Stella, Abby (Britney Spears), sabotea todos los ligues de Barney por no tener noticias de él tras acostarse con ella.
En el episodio final de la temporada, Ted sufre un accidente de coche de poca gravedad por el que se replantea su relación con Stella y le pide matrimonio. Barney, que no se ha enterado de que su amigo ya está bien, en un descuido por la prisa para verlo, es atropellado y acaba con varios huesos rotos. Ted y Barney se reconcilian mientras este último descubre que se está enamorando de Robin.

### Temporada 4
Mientras Ted descubre que no sabe mucho acerca de su prometida, Barney le cuenta a Lily que está enamorado de Robin, quien está trabajando en Japón pero regresa para la boda de Ted. Esta boda termina no teniendo lugar porque Stella decide volver con su expareja y padre de su hija -quien más adelante ofrece a Ted un puesto como profesor universitario que acepta-. El protagonista toma la decisión de iniciar una nueva etapa en su vida creando su propia firma arquitectónica. Robin se convierte en la compañera de piso de Ted y empiezan a tener sexo para evitar discusiones, algo que no agrada a Barney. Es entonces cuando Ted descubre dos cosas: que su amigo está enamorado de Robin y que Lily ha arruinado varias de sus relaciones, como la que tuvo con Robin. Barney se congratula de haber cumplido al fin una apuesta que hizo en su infancia cuando fue objeto de burlas por un compañero de clase: acostarse con 200 mujeres. Sin embargo, finalmente inicia una relación con Robin.

### Temporada 5
Cuando Ted acepta el puesto de profesor universitario no se imagina que en su primer día se equivocaría de clase y que iría a parar a la de su futura mujer, estudiante de Economía. Mientras, Barney y Robin inician una relación que no llega a buen puerto y deciden volver a ser amigos, provocando que él vuelva a ser un soltero empedernido y aplique los trucos de su Playbook para sorpresa de sus amigos.
Marshall cree estar listo para ser padre, pero Lily no está del todo de acuerdo. La forma de solucionarlo es curiosa: cuando encuentren al último doppelgänger del grupo irán en búsqueda de la criatura. Y el último resulta ser el de Barney, que Lily cree haber visto, pero al que todos ponen en duda. Ted conoce a Cindy (Rachel Bilson) y en su cuarto descubre que tiene muchas cosas en común con su compañera de piso, la futura madre de sus hijos. La boda de Virginia, la madre de Ted, lo lleva a replantearse su vida, y decide comprar una casa en ruinas que rehabilitará y acabará siendo la casa de su familia. Por otro lado, Robin inicia una relación con su compañero Don y este termina aceptando un trabajo en Chicago, el mismo que ella anteriormente rechazó por quedarse con él.

### Temporada 6
La serie fue renovada el 25 de enero de 2010 para una sexta temporada, que comenzó a emitirse el 20 de septiembre. El productor ejecutivo Carter Bays dijo que se parecería más a las primeras temporadas en lo que a narración se refiere.
Barney, después de que su hermano afroamericano James descubra quién es su padre, decide emprender la búsqueda del suyo. Sin embargo, cuando su madre le entrega un papel con la identidad del mismo, Barney decide romperlo sin saber de quién se trata en reconocimiento a la labor de padre que ella tuvo que ejercer con él y con James. Por otro lado, Ted es recontratado por el GNB para construir un nuevo edificio en Nueva York (que anteriormente había sido cancelado por la crisis económica durante la 4.ª temporada) en el solar que ahora ocupa un antiguo edificio llamado The Arcadian, que tendrá que ser derribado. En ese momento se cruza en su camino Zoey Pierson (Jennifer Morrison), una joven que haría cualquier cosa con tal de evitar la destrucción del edificio. Se hacen amigos y Ted descubre que está casada con un multimillonario que se autoproclama "El capitán". Mientras, Robin decide dejar su trabajo cuando su nueva e infantil compañera empieza a eclipsarla, por lo que acepta un trabajo como investigadora del World Wide News donde coincide con su antiguo compañero Sandy Rivers.
Marshall y Lily siguen intentando ser padres y acuden al doctor Stangel, el verdadero dopplegänger de Barney, que verifica que Marshall es fértil. Poco después, el hombre de Minnessota descubre que su padre ha muerto. Como curiosidad, en el capítulo en el que esto sucede, se da una cuenta regresiva desde 50 hasta el momento en el que Lily le da la noticia a Marshall. Los números van apareciendo en distintos objetos en cada plano (cervezas, portafolios, pantallas, pósteres, letreros de taxis, etc.) siendo el último número el 0001 del taxi del que se baja Lily al final del capítulo. Tras el entierro, de su padre (John Lithgow), al que finalmente identifica y aunque su relación inicial no es buena, consiguen salir adelante. Tras la muerte de su padre, Marshall decide pasar unos días en casa de su madre, por lo que se comunica con sus amigos vía telefónica. En estas conversaciones, descubre que Ted está enamorado de Zoey y que ella también corresponde a su amigo. Zoey se divorcia del Capitán, pero por una serie de malentendidos ellos dos no dicen que se quieren. Con una intervención telefónica de Marshall en el último momento, Ted y Zoey comienzan una relación. Barney comienza a sentir algo por una amiga de Robin, Nora, aunque inicialmente se niega a aceptar sus sentimientos.
El Arcadian finalmente se interpone entre Ted y Zoey, que rompen abruptamente ya que él puso su carrera y sus amigos por encima del amor. Barney se muestra dispuesto a iniciar una relación con Nora y Robin se da cuenta de que sigue enamorada de él. Lily finalmente consigue quedarse embarazada. En un flashback en el capítulo final se avanza hasta el día de la boda con la que comenzó el primer capítulo de la 7.ª temporada: la boda de Barney.

### Temporada 7
El 5 de marzo de 2011, Neil Patrick Harris anunció en Twitter la renovación de la serie por dos temporadas más. La séptima comenzó su emisión el 19 de septiembre de 2011.
La temporada comienza con Barney asustado por su boda y hablando con Ted de que teme que sea la peor de la historia, y Ted le dice que no puede haber peor boda que la de su amigo Punchy. Ahí el episodio se remonta a mediados del 2011 al día de la boda de Punchy a la cual los cinco amigos acuden, donde tras un magnético baile entre Robin y Barney, este recibe una llamada de Nora aceptando quedar con él. Lily y Marshall, que parece haber encontrado el trabajo de sus sueños, anuncian que van a ser padres y pronto sabrán que esperan un niño. Ted se encuentra con su antigua novia Victoria, ahora comprometida con un hombre alemán. Ella se sorprende por la extraña relación entre Ted, Robin y Barney, y le dice a Ted que la razón por la que ninguna de sus relaciones ha prosperado es Robin, ya que ella significa mucho más que una amiga para el aunque él no lo reconozca.
Robin, celosa por el noviazgo de Barney con Nora, decide que ella se entere de una reciente artimaña de Barney para atraer a mujeres, pero comprende que eso afectaría a la felicidad de su amigo y para parar su plan agrede a una mujer, por lo que es condenada a terapia psicológica. Tras las sesiones, comienza a salir con el terapeuta Kevin (Kal Penn). Tiempo después, a solas con Barney en un taxi, Robin recuerda que poco antes de salir con sus respectivas parejas él estuvo a punto de besarla. Bromeando sobre ello acaban besándose y acostándose juntos. Conscientes de lo que han hecho, determinan decirle la verdad a sus novios; así Barney, decidido a intentarlo de nuevo con Robin, rompe con Nora mientras la canadiense, incapaz de contárselo a Kevin, mantiene su noviazgo. Esta relación parece complicarse porque cree que se ha quedado embarazada de Barney, sin embargo Robin descubre que no solo ha sido una falsa alarma, sino que es estéril. Kevin le pide matrimonio a Robin, entonces ella le cuenta su esterilidad (sabiendo que Kevin quiere formar una gran familia) y Kevin le dice que aun así quiere casarse con ella, mas Robin le pide que se lo piense; días después vuelven a hablar y Kevin le dice que no pasa nada, que también podrían adoptar o usar otros métodos pero Robin le dice que no, que nunca querría tener hijos de ninguna forma; ella le dice que no quiere que un día se levante con rencor pensando en que está con una mujer que finalmente nunca la haría feliz; tras pensar esto, Kevin rompe con Robin. Ted, en un último arrebato de amor le dice que siempre la ha querido, que siempre la querría y que él si podría pasar el resto de su vida con ella, su gran amor, aún sin tener hijos, y Robin le dice que también le quiere. Finalmente Robin le dice que realmente no le quiere, solo se sintió feliz porque él la quería de verdad, pero nada más. 
Ahora Lily y Marshall deciden mudarse a Long Island pese al rechazo del grupo, que intenta reemplazarlos en un "nuevo grupo" que no acaba demasiado bien. Lily hace las paces con su padre y este decide quedarse en su nueva casa por bastante tiempo molestando a la pareja. Barney comienza a salir con Quinn (Becki Newton), una estríper de su club habitual conocida como Karma, quien pronto se traslada al piso de Barney. Ted decide cambiar de vivienda y se traslada al antiguo loft de Quinn, mientras que Lily y Marshall se instalan definitivamente en el piso de Ted, que habían compartido tiempo atrás.
Barney se lleva a Marshall de fiesta a Atlantic City a petición de Lily, porque ella cree que se está volviendo loco pensando en el futuro bebé. En esos dos días, Lily rompe fuentes e intenta llamar a Marshall, pero tanto él como Barney, borrachos en el casino, habían desconectado sus teléfonos durante una hora. Finalmente ella logra comunicarse con Marshall, que con ayuda de Barney logra llegar a tiempo para el nacimiento de Marvin "Esperalo" (en inglés Waitforit) Eriksen, el primer hijo de la pareja.
En el último capítulo de la temporada Barney regresa a su apartamento, remodelado por Quinn, mientras Lily y Marshall deciden que Robin haga la fotografía para la postal de nacimiento del niño. Ted sufre una nueva crisis que lo lleva, impulsado por Robin, a llamar a su ex, Victoria. Es el día de su boda y está a punto de casarse, pero le propone a Ted que huyan juntos. Él se niega y la lleva de vuelta a la iglesia, sin embargo, pasa de largo y decide escaparse con ella. Barney, en su primer viaje con Quinn, con destino Hawái, pierde el vuelo al negarse a abrir una caja con explosivos para un truco de magia. Finalmente, se revela que todo el acto esconde un anillo con el que planeaba pedirle matrimonio a Quinn. En un flashforward a la boda de Barney, Ted Mosby abre la puerta para acudir junto a la novia, que le había llamado. Pese a todo lo acontecido, la novia es Robin.

### Temporada 8
Se estrenó el lunes 24 de septiembre de 2012 en Estados Unidos con el episodio «Farhampton».
En este episodio Ted cuenta el principio de su nueva relación con Victoria y muestra un breve momento que precede a conocer a su futura esposa. En los próximos episodios el grupo de amigos entra en una temporada a la que Ted llama el otoño de las rupturas (The Autumn of break ups) en el que las parejas protagonistas, a excepción de Lily y Marshall, acabarán por romper: En primer lugar, Barney lo deja con su novia Quinn, luego Ted lo deja con Victoria y, finalmente, Robin rompe su relación con Nick. Durante este período Marshall y Lily, centrados en su hijo Marvin, comienzan a darse cuenta de lo difícil que es ser padres. Barney, tras la ruptura con Quinn, se da cuenta de que sufre porque sigue muy enamorado de Robin. Cansado de luchar por ella decide olvidarla y seguir con su vida iniciando una relación con Patrice (compañera de trabajo de Robin, a quien esta odia). Con esto Robin comprende que ella también sigue enamorada de Barney, algo que no se atreve a decir. Transcurre el otoño y con el invierno llega el gran día de Ted: la inauguración de su edificio. Días antes, Barney le había contado a Ted su plan de pedirle matrimonio a Patrice en el día de la inauguración haciéndole jurar que no se lo dirá a nadie. Ted no puede evitar decírselo a Robin, y prefiere llevarla al edificio de la WWN antes que a la inauguración de su edificio. Robin sube a la azotea y la descubre llena de pétalos de rosa y ve una nota. En la nota Barney confiesa su último truco: "The Robin". Explica que su relación con Patrice fue una farsa para reconquistarla y decirle lo mucho que la quiere. Robin se gira y ve a Barney, ella se enfada con él, pero en ese momento Barney saca un anillo de su chaqueta y le pide matrimonio. Robin acepta y así inician una nueva relación. Mientras tanto Ted está en la inauguración de su edificio acompañado por Marshall, Lily y gente que lo admira por su trabajo. Rápidamente Marshall y Lily regresan con Marvin, del que se dan cuenta de que no se pueden separar.
Esa misma noche Barney le manda un mensaje a Ted contándole que él y Robin están comprometidos y Ted se da cuenta de que aún sigue enamorado de Robin y no la puede dejar ir. Al ver esa reacción de Ted, Lily y Ted confiesan algo, Lily le confiesa a Ted que a veces tiene ganas de dejar a Marshall y Marvin para cumplir sus otros sueños, y Ted se niega a confesar lo de él y Robin.
Ella y Barney almuerzan con el padre de Robin, que ya no la trata como un varón y desplaza su atención hacia Barney.
Este no es el único cambio por el compromiso. Robin se da cuenta de que con el anillo de compromiso ya no atrae a más chicos pareciendo hacerse invisible para ellos, mientras que Barney se desintoxica de su anterior vida de lujuria y se cura de su mal gracias a una nueva conquista de Ted, que resulta ser la medio hermana de Barney. Ted intenta convencer a la pareja de que para la boda contraten a un DJ en vez de una banda, inútilmente por la oposición de Robin. Ted cuenta a sus hijos que gracias a esto conocerá a "la madre", que resulta ser la bajista de la banda que Robin y Barney contratarán para su boda.
Ted comienza una nueva relación con una joven llamada Jeanette con quien no tiene nada en común, sin embargo Barney le suplica que la siga viendo. Barney descubre un nuevo vídeo musical de Robin, que tras su rápido ascenso a la fama como Robin Sparkles y varios repentinos fracasos se había alterado y publicó la canción "P.S. I love you". Reaparece "El Capitán", quien había recibido tiempo atrás el consejo de Lily de comprar un cuadro de un joven artista que se revalorizó en poco tiempo, por lo que le ofrece a Lily un trabajo como su asesora de arte, algo que Lily acepta. Barney, que al estar comprometido con Robin no volverá a utilizar el libro de jugadas y nervioso por haberle hecho creer a ella que lo había destruido en su nota The Robin, otorga el libro a Ted. Robin se entera de la mentira y discute con Barney; sin embargo Ted termina su relación con Jeanette, que en un ataque de histeria destruye esa última copia del libro de jugadas, y a Barney ya no le afecta.
Lily debe trasladarse a Italia si no quiere perder su nuevo trabajo, así que Marshall y ella deciden irse a vivir allí. Marshall va a visitar a su madre para despedirse, pero una vez allí recibe una llamada ofreciéndole un puesto de juez, que acepta sin decírselo a Lily. Ted quiere vender la casa que compró para rehabilitar y pretende mudarse a Chicago tras la boda de Barney y Robin. En un flashforward, en la estación de tren aparece con su inconfundible paraguas amarillo "la madre", que no es vista por ningún personaje, comprando un billete para Farhampton, el lugar donde se celebrará la boda de Robin y Barney, por ser la bajista del grupo que tocará en el enlace.

### Temporada 9
La novena y última temporada de la serie se estrenó el lunes 23 de septiembre de 2013 en la cadena CBS. Todos los capítulos se desarrollan durante el fin de semana de la boda de Barney y Robin, en el que todos los personajes principales conocen a "la madre", Tracy McConnell, antes que Ted. Su intérprete, Cristin Milioti, se convierte en un personaje regular de la serie, siendo la primera vez que se amplía la plantilla principal de HIMYM desde que la serie comenzara en 2005.
Cartes Bays, cocreador de la serie ha avanzado a TVLine que en esta nueva temporada narrará la historia del "fin de semana de boda más largo nunca hecho". Los 24 episodios que componen esta nueva temporada transcurrieron en un único fin de semana en el que tendrá lugar la esperada boda entre Barney (Neil Patrick Harris) y Robin (Cobie Smulders). En esta temporada cada personaje conocerá a la madre, Tracy McConnell, de forma independiente antes de que lo haga Ted. En muchos capítulos se menciona que el portador de los anillos de la boda, según Barney, será un oso (haciendo uso del juego de palabras en inglés "ringbearer", que significa "portador del anillo", y "ringbear" que puede traducirse como "oso del anillo"). Marshall viajará por su cuenta para llegar al lugar de la boda. Con ello, se verá inmerso en un sinfín de aventuras antes de poder llegar el último día de ese fin de semana. Lily y Marshall deberán decidir donde van a vivir, si bien se quedan en New York, donde Marshall trabajaría de juez, o a Italia, donde Lily tendría el trabajo de sus sueños.
En los 2 últimos capítulos de la serie titulados "Last Forever" Ted cuenta la última parte de como se conocieron él y Tracy, y como continuaron sus vidas. Resumen del capítulo: Barney y Robin se divorcian al cabo de 3 años. Robin consigue ser reconocida como una gran presentadora mundial. Barney, después de conseguir un mes perfecto, deja a una chica embarazada y, aunque al principio es reacio a ser padre, finalmente encuentra el gran amor de su vida: su hija Ellie. Marshall y Lily vuelven de Italia, tienen un tercer hijo y Marshall consigue ser juez. En cuanto a Ted y Tracy, Ted le pide matrimonio, pero decide aplazar la boda ya que Tracy está embarazada de su primera hija, Penny. Tras unos años, Tracy y Ted tienen a su segundo hijo, Luke. Y tras cinco años de posponer su boda, Ted decide volver a pedir matrimonio Tracy, y finalmente se casan. Al cabo de varios años, en 2024, Tracy cae enferma y muere: es por ello que Ted cuenta a sus hijos cómo conoció a su madre. Al acabar de oír la historia, los hijos de Ted se dan cuenta de que él realmente no les está contando cómo conoció a su madre, ya que ella aparece muy poco en la historia, sino que les está contando cómo fue su relación con Robin, debido a que está enamorado de ella de nuevo. Los hijos de Ted le aseguran que no tienen ningún problema con que vuelva a tener una relación con Robin, pues ya han pasado seis años desde la muerte de su madre, Tracy. Ante la reacción positiva de sus hijos, Ted decide pedir a Robin que sea su novia de nuevo: el episodio final termina con Robin mirando por la ventana de su apartamento, tras oír el timbre, para ver a Ted en la calle, quien sonríe y le muestra el viejo corno francés azul.
Sin embargo, tras la reacción de los seguidores sobre el final de la serie, se cortó un final alternativo y se lanzó en el DVD de la temporada 9, en el que el futuro Ted narra la escena en la que se encuentra con Tracy en la estación de tren, recapitulando todos los eventos importantes de la serie. Tras decir la línea final "y eso, niños, es como conocí a vuestra madre", el episodio termina, cortando por completo la escena final con Penny y Luke.

## Serie derivada
Carter Bays habló en TV Guide sobre la posibilidad de realizar una serie derivada con estas palabras: "No, no he descartado la posibilidad de una serie derivada de How I Met Your Mother". Esta trataría de una de las parejas, ya sea de Barney, Robin, Marshall, Lily o Ted y "la madre". También dijo que de momento prefería centrarse en la nueva temporada.
En noviembre de 2013 CBS hizo oficial el spin-off se realizaría ordenando un episodio piloto. También se anunció que no se titularía "How I Met Your Father" como se tenía planeado, sino "How I Met Your Dad". Carter Bays desmintió los rumores sobre que la serie se ambientaría en el MacLaren's pub y aseguró que «será en un sitio nuevo con nuevos personajes que no serán introducidos en la serie original». Por otro lado, Craig Thomas ha afirmado que será una serie «totalmente nueva».
"How I Met Your Dad" tendrá el mismo argumento que la serie original pero desde el punto de vista femenino, es de una mujer que relata a sus hijos cómo conoció a su marido tras años de relaciones fallidas y con un nuevo grupo de amigos completamente diferente, eso sí, también residentes en Nueva York.
En julio del 2014, Carter Bays publicó en Twitter que el proyecto estaba muerto.
El 21 de abril de 2021, se anunció que Hulu, retomaría el proyecto junto con Hilary Duff como protagonista. Aptaker y Berger, serán los creadores y encargados de escribir y producir esta secuela.En febrero de 2022, la serie fue renovada para una segunda temporada. En septiembre de 2023, la serie fue cancelada tras dos temporadas.

## Las páginas webs
Durante la serie, los personajes han ido creando ciertas páginas webs por los diferentes acontecimientos que ocurren en los episodios. Algunas aún son visibles, y otras no.
- Swarley.com: Al final del episodio "Swarley" (n.º 7 de la 2.ª temporada), Barney intenta fingir que ama su nuevo nombre para evitar que le sigan llamando Swarley. Aunque no se muestra en el episodio, crearon una página web llamada swarley.com. La web original la cerraron.

- TedMosbyIsAJerk.com Archivado el 12 de agosto de 2019 en Wayback Machine.: En el episodio "Cuadro de parejas" (n.º 14 de la 3.ª temporada). Barney dice que se acostó con Anna fingiendo ser Ted Mosby: Arquitecto. La chica decide vengarse haciendo una página web llamada "Ted Mosby es un capullo". También crearon "Ted Mosby no es un capullo" (TedMosbyIsNotAJerk.com).

- Marshall and Lily's Wedding: (LINK CAÍDO) Una web donde podemos encontrar vídeos y fotos de la luna de miel de Lily y Marshall que nunca se muestran en la serie, ya que nunca se mostró la parte de la luna de miel. Esta página actualmente no se encuentra o ha sido redireccionada a Fox Movies

- LilyAndMarshallSellTheirStuff.com: (LINK CAÍDO) En el episodio 19 de la 3.ª temporada ("Todo en venta") Marshall hizo una web para que Lily pudiera vender su ropa, y con el dinero poder arreglar el suelo del nuevo apartamento. La web se nombra al final del episodio y fue una subasta real de objetos de interés de la serie. Dieron los beneficios al Childrens Hospital de Los Ángeles. La página se cerró cuando acabó la subasta.

- GuyForcesHisWifeToDressInAGarbagebagForTheNextThreeYears.com Archivado el 6 de marzo de 2010 en Wayback Machine.: Lily propone, en "Todo en venta", este nombre para su página web de subasta de ropa después de que Marshall sugiriera LilyAndMarshallSellTheirStuff.com, aunque ya estaba cogido.

- Mysterious Dr.X Archivado el 10 de marzo de 2010 en Wayback Machine.: Es la web del "Dr. X" que en realidad era Ted. Identidad que se creó en la facultad. Aparece en el episodio "Posimposible" cuando están hablando de los currículos, capítulo 14 de la 4.ª temporada.

- Barney's Vídeo Resume Archivado el 30 de marzo de 2019 en Wayback Machine.: En el mismo capítulo, "Posimposible", Barney enseña su vídeo resumen, a modo de currículo, que ha colgado en Internet.

- Canadiansexacts.org: Archivado En el episodio "Sexo en Canadá" (n.º 18 de la 4.ª temporada), Barney revela este sitio como la fuente de Posturas Sexuales Canadienses. El actor canadiense Alan Thicke aparece en diversas fotos que se muestran.

- The Wedding Bride: Se nombra en el capítulo 23 de la 5.ª temporada, "Lo antes posible". Tony creó una película llamada "La novia" ("The wedding Bride") que tuvo gran éxito, y esa es su web oficial.

- Slapcountdown.org: En el episodio "Espera un momento" (n.º 1 de la 3.ª temporada) y otra vez en "Día de acción de tortas" (capítulo 9 de la 3.ª), Marshall crea esta página para atormentar a Barney, es una cuesta atrás de los días que faltan para que le de la bofetada de la apuesta. Actualmente el contador se encuentra en funcionamiento pero con números negativos que indican los días desde la última bofetada en la ficción.

- ItWasTheBestNightEver.com Archivado el 9 de febrero de 2010 en Wayback Machine.: En el episodio "The Sexless Innkeeper" (n.º 4 de la 5.ª temporada), Marshall crea una página web después de que él y Lily queden con Barney y Robin como parejas. En la página se encontraba un fotomontaje de la tarde y un vídeo musical de Marshall y Nuno Bettencourt (del grupo Extreme) llamado "Best Night Ever". El vídeo es una parodia de "More than words" de Extreme. La página web ahora solo incorpora el vídeo musical.

- NotaFathersDay.com Archivado el 7 de febrero de 2012 en Wayback Machine.: En el episodio "Not a Father's Day" (n.º 7 de la 4.ª temporada), Barney crea un nuevo feriado llamado "Feliz Día del No Padre", en donde compra artículos con frases acerca de este feriado, las cuales están disponibles en esta página.

- grademyteacher.net Archivado el 26 de abril de 2012 en Wayback Machine.: En el episodio "Subway Wars" (n.º 4 de la 6.ª temporada), Ted verifica la opinión de sus estudiantes en esa web.

- PuzzlesTheBar.com: En el episodio "Tailgate" (n.º 13 de la 7.ª temporada), Ted y Barney deciden abrir un bar llamado Puzzles en el apartamento y en el cual se encuentra un manta con el nombre y la dirección web. En la página se puede ver imágenes del bar, una descripción del mismo además de un calendario con eventos del bar, un menú con las bebidas y comidas y un vídeo con la canción de bar.

- HeyNannyNanny.com: En el episodio "Nannies" (n.º 3 de la 8.ª temporada), Lily busca niñera para cuando regrese a trabajar.

- GoliathBank.com: La página del banco donde trabaja Barney.

### Las webs falsas sobre Lorenzo Von Matterhorn
En el episodio 8 de la 5.ª temporada, "The Playbook", Barney enseña uno de sus trucos para ligar de su libro que se basa en construir páginas webs falsas con artículos contando cosas maravillosas que ha hecho Lorenzo Von Matterhorn, el hombre por el que Barney se hace pasar, haciendo creer a una chica que se trata de un famoso mundial. Pues bien, las webs falsas que salen en este episodio también existen en Internet.
- BigBusinessJournal.com Archivado el 14 de agosto de 2010 en Wayback Machine.: Este es un falso artículo de negocios de Lorenzo Von Matterhorn, el negociador billonario creado por Barney.

- BalloonExplorersClub.com Archivado el 20 de febrero de 2018 en Wayback Machine.: El falso "Club de exploradores" explicando su viaje al polo norte solo con atrevimiento e imaginación.

- Extremitiesquarterly.com Archivado el 22 de febrero de 2018 en Wayback Machine.: El diario médico de un doctor contando la desgarradora historia de su gran pene y de que no pueden hacerle ninguna reducción.

- Lorenzovonmatterhorn: Este es el perfil de Myspace del grupo musical liderado por Lord Alphator

## Premios y nominaciones
La serie ha sido nominada a 72 premios y ha ganado 18 de estos. How I Met Your Mother ha sido nominada a 28 Premios Emmy, incluida una nominación como Mejor Serie de Comedia. Los actores Alyson Hannigan y Neil Patrick Harris han recibido premios por su actuación, recibiendo ambos premios en los People's Choice Awards. Además, Harris también fue nominado en los Premios Emmy y en los Globos de Oro. En 2012, siete años después del estreno, la serie ganó el premio a la Comedia de TV favorita en los People's Choice Awards.

## Otros medios
La serie ha extendido su alcance fuera de la pequeña pantalla. Ejemplos de esta tendencia son el blog de Barney o los libros The Bro Code y The Playbook, que hacen referencia a capítulos o bromas dentro de la serie.

## Emisión Internacional

### Latinoamérica
- México: Canal 5, FOX y Canal Sony
- Chile: FOX, Canal Sony y Chilevisión
- Paraguay: Red Guaraní, FOX y Canal Sony
- Ecuador: FOX, Gama TV y Canal Sony
- Argentina : FOX, Telefe y Canal Sony

### Europa
- España: La Sexta, Neox, La Sexta 3, FOX, FOX Life y Comedy Central
- Reino Unido: BBC Two
- Italia: Rai Due